# River Plate Aruba
Club Aruba River Plate, mer känt som bara River Plate, River, är en fotbollsklubb från stadsdelen Madiki, i Oranjestad, Aruba. 
Hemarenan heter Guiilermo P. Trinidad Stadium.

## Titlar
Ligan: 2 titlar
- 1993
- 1997